# Suikerfeest
Het Suikerfeest, Ramadanfeest of Eid-al-fitr (einde ramadan, Arabisch: عيد الفطر) is een islamitische feestdag waarop het einde van de vastenmaand ramadan gevierd wordt.

## Naam

### Nederlands
Suikerfeest is in zowel België als Nederland de meest gehanteerde benaming voor het feest aan het einde van de ramadanperiode. De term is afkomstig uit de Turkse gemeenschap. In Turkije is de benaming Şeker Bayramı gebruikelijk, wat een verbastering is van Şükür Bayramı dat in de Ottomaanse tijd werd gebruikt. Şükür betekent dankbaarheid aan Allah. De verwijzing naar de zoete spijzen die aan het einde van de vasten genuttigd worden is feitelijk onjuist.

### Arabisch
Het Arabische Eid-al-Fitr betekent "feest van het breken (van het vasten)". Eid of ied (عيد) betekent in het Arabisch feest. Het woord is afgeleid van aud (terugkeren). Fitr (ontbijten) en iftar staan in relatie tot het verbreken van het vasten. Marokkaanse moslims gebruiken ook de term Eid-al-Saghir (عيد الصغير), Klein Feest (het Offerfeest wordt ook wel het Grote Feest (Eid-al-Kabir) genoemd). 

### Turks
In de Turkse gemeenschap wordt door sommigen vanuit religieus gezichtspunt de voorkeur gegeven aan Ramadanfeest (Ramazan Bayramı), omdat de term Suikerfeest te veel de nadruk zou leggen op de zoete spijzen die tijdens het feest veel gegeten worden.

### Indonesisch
In Indonesië hanteert men de term Lebaran.

## Viering

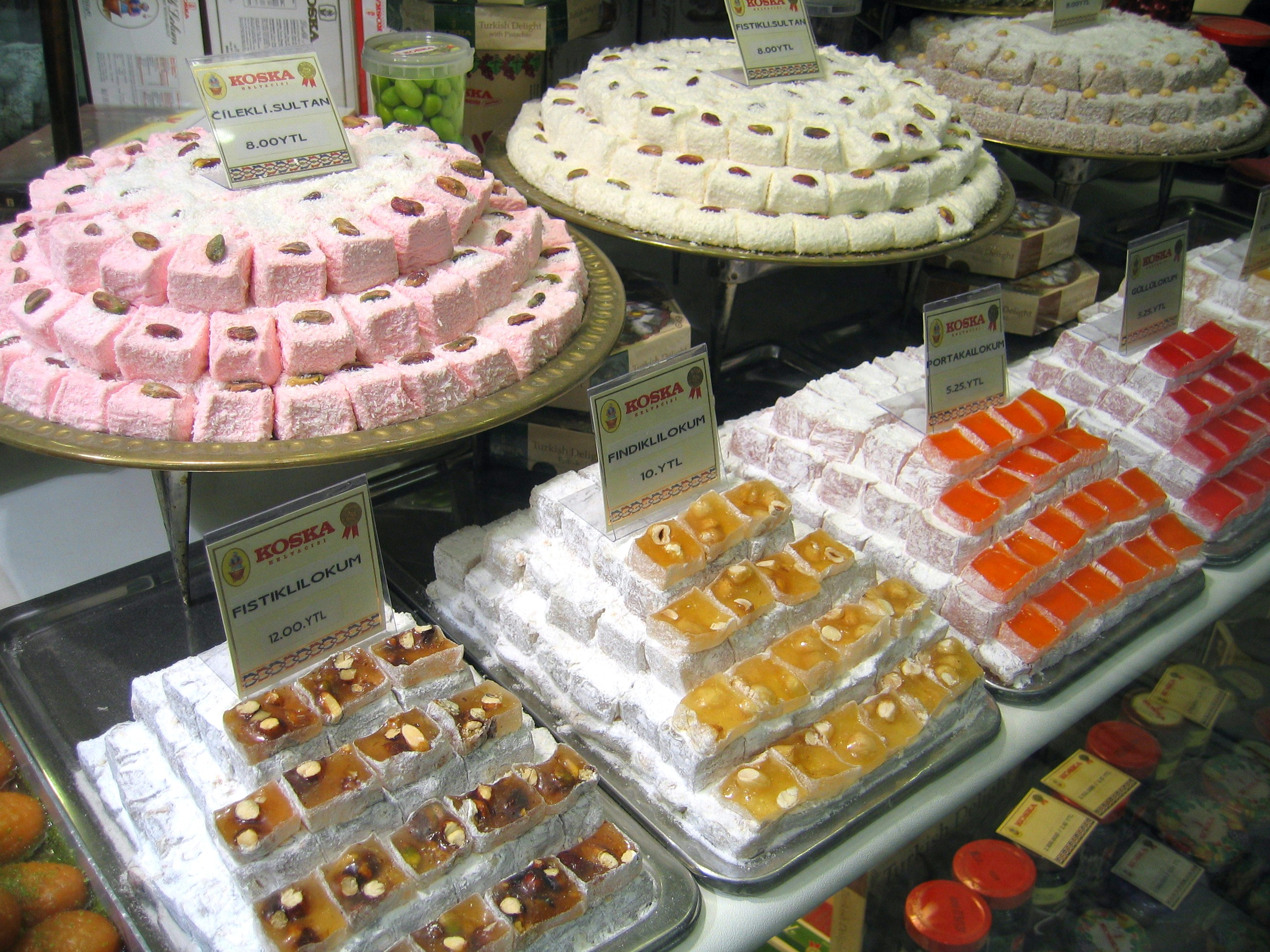
Turks fruit, een typische lekkernij bij het Suikerfeest

De eerste ochtend van Eid-al-Fitr (Suikerfeest) bezoeken mannen en vrouwen de moskee voor het gezamenlijke speciale gebed voor deze feestdag. 
De gelovigen dienen eerst de verplichte zakat (aalmoes) te hebben voldaan. De rest van de dag gaat men zo mogelijk bij familie op bezoek. Ter gelegenheid van de Eid-al-Fitr worden er feestelijke gerechten en (zoete) lekkernijen zoals baklava gegeten en geeft men elkaar en de armen cadeautjes. Veel vrouwen versieren hun handen met henna. Zowel de mannen als de vrouwen trekken meestal nieuwe kleren aan en het huis wordt extra netjes gemaakt voor deze feestdag.
Daarna gaan de mensen naar de ontmoetingsplaats, een moskee of een zaal, en in warme landen een stuk open terrein, om daar naar de preek van de imam te luisteren, waarmee de Ramadan echt afgesloten wordt. Ook de vrouwen en kinderen zijn daarbij meestal aanwezig, zoals de profeet Mohammed heeft aanbevolen. Dan omhelzen de mensen elkaar, en vergeven zij elkaar eventuele ruzies/fouten uit het afgelopen jaar. Ze wensen elkaar een gezegend feest.
Het feest duurt vaak meerdere dagen, De Profeet zei bij zijn aankomst in Medina: “Allah heeft jullie hiervoor twee betere dagen gegeven (als feestdagen): de dag van Al-Fitr en de dag van Al-Adha.”
Het bijzondere aan deze feestdagen is, dat beide verbonden zijn aan belangrijke zuilen van de islam. Eid-al-Fitr is een van deze feestdagen en vindt meteen na de Ramadan plaats en is dus verbonden aan de zuil van het vasten tijdens de Ramadan. Omdat Eid-al-Fitr één dag duurt wordt dit feest daarom ook wel "het kleine feest" genoemd.
De andere feestdag, Eid-al-Adha, wordt ook wel het Offerfeest of het Slachtfeest genoemd. Dit feest duurt drie dagen en wordt daarom ook wel het grote feest genoemd. Eid-al-Adha is verbonden aan een andere zuil van de islam: de bedevaart (Hadj). Na afloop van de bedevaart, vindt op de tiende dag van de maand Dhoe al-Hidzjah Eid-al-Adha plaats.
Minder bedeelden krijgen vaak voedsel en soms kleding van de rijkere personen. Ook is het een plicht om voor de armen te zorgen. Ook betalen ze het hele jaar door armenbelasting. Dat geld wordt dan uitgedeeld aan de minder bedeelden.

## Vaststelling van het begin van Eid-al-Fitr
Het einde van de ramadan na 29 of 30 dagen betekent het begin van het Eid-al-Fitr. Dit is afhankelijk van de vereiste waarneming door gelovigen van de jonge maansikkel, direct na de astronomische nieuwe maan. Eid-al-Fitr begint op de eerste dag van de tiende maand van de islamitische jaartelling, shawwal (ook sjawwal of sjawwaal).
Eid-al-Fitr wordt meestal niet door alle moslims op hetzelfde moment gevierd. Concreet voor België en Nederland betekent dit dat de twee grootste groepen moslims, Marokkanen en Turken, het feest niet altijd tegelijkertijd laten beginnen. Dit komt doordat zij meestal vasthouden aan de methode van het land van oorspronkelijke herkomst. 
Ook is er vaak één dag verschil tussen de soennieten en sjiieten, waarbij de sjiieten meestal een dag later beginnen met het Eid-al-Fitr.
Turkse moslims (doorgaans hanafieten) gaan daarbij vaak uit van berekeningen, iets dat voornamelijk in de huidige maatschappij voordelen heeft. Het feest kan ruim van tevoren worden aangekondigd en er kan een vrije dag worden opgenomen. Marokkanen (doorgaans malikieten) in Nederland gaan doorgaans uit van het moment dat in Saoedi-Arabië daadwerkelijk de maansikkel na de nieuwe maan gezien werd; sommigen houden vast aan de Marokkaanse gewoonte om uit te gaan van de zichtbaarheid in Marokko. Pas de avond voorafgaand aan Eid-al-Fitr wordt vastgesteld of de nieuwe maand begonnen is en het vasten gebroken kan worden.
Eid-al-Fitr duurt officieel één dag.

### Eid-al-Fitr in de gregoriaanse kalender
Alhoewel Eid-al-Fitr altijd op dezelfde dag is in de islamitische kalender, 1 shawwal, is de datum op de gregoriaanse kalender elk jaar anders. Dit komt doordat de islamitische kalender een maankalender is en de gregoriaanse kalender een zonnekalender. Daarnaast kunnen er verschillen zijn tussen verschillende landen en/of bevolkingsgroepen.
De volgende data zijn schattingen:
- 2022: maandag 2 mei
- 2023: vrijdag 21 april
- 2024: woensdag 10 april
- 2025: zondag 30 maart